# 麻績光貞
麻績 光貞（おみ みつさだ、生没年不詳）は、戦国時代の武将。信濃国先方衆の青柳清長の家臣。

## 経歴・人物
信濃筑摩郡青柳（現：長野県東筑摩郡筑北村）の土豪。永禄10年（1567年）8月7日付けの武田氏に対する忠節を誓う起請文を生島足島神社に奉納した下之郷起請文に「青柳氏被官」として名が見える。